# Furcraea foetida

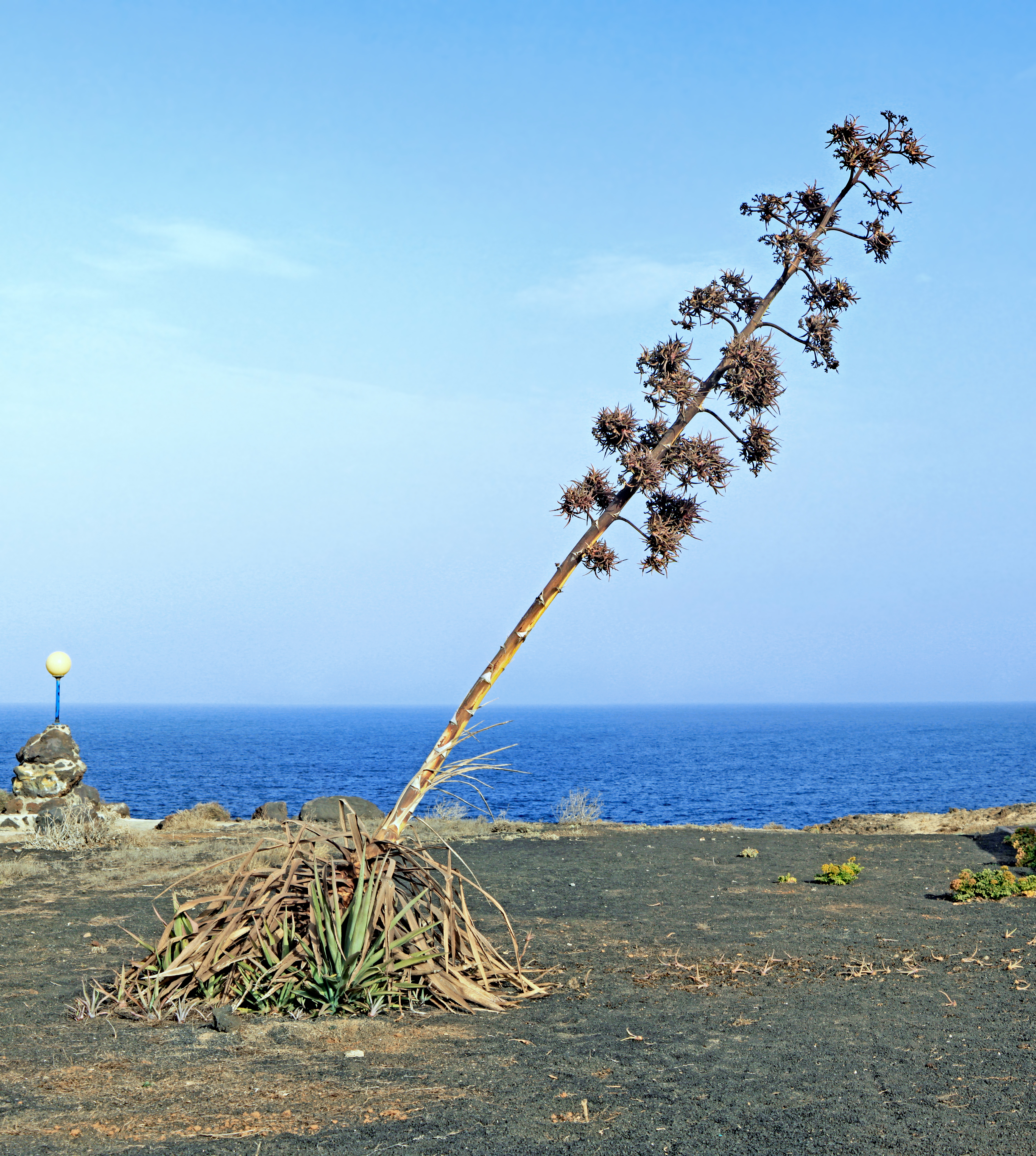
Pflanze mit Brutknospen

Furcraea foetida ist eine Pflanzenart aus der Gattung Furcraea in der Unterfamilie der Agavengewächse (Agavoideae).  Das Artepitheton foetida stammt aus dem Lateinischen, bedeutet ‚stinkend‘ oder ‚übelriechend‘ und verweist auf den Geruch zerkleinerter Laubblätter.

## Beschreibung
Furcraea foetida wächst stammlos oder bildet einen kurzen Stamm aus. Die verkehrt eiförmig-lanzettlichen Laubblätter sind mehr oder weniger flach, wellig und an ihrer Unterseite rau. Ihre frisch leuchtend grüne Blattspreite ist 150 bis 250 Zentimeter lang und 18 bis 25 Zentimeter breit. Der Blattrand ist ganzrandig und etwas gewellt. An der Basis sind wenige dreikantige Zähne vorhanden, die gehakt sind.
Der ziemlich schmale Blütenstand erreicht eine Höhe von 8 bis 10 Meter. Er besitzt einen langen Schaft, ist reich verzweigt und trägt wenig bis reichlich Bulbillen. Die Blüten weisen eine Länge von 40 bis 50 Millimeter auf. Ihre grünlich weißen Perigonblätter sind mit 20 bis 25 Millimeter Länge genauso lang wie der Fruchtknoten.
Früchte und Samen sind nicht beschrieben.

## Systematik und Verbreitung
Furcraea foetida ist auf den Großen und Kleinen Antillen, auf der Insel Trinidad und vermutlich Mittelamerika verbreitet. Im Norden Südamerikas wird sie vorwiegend oder ausschließlich kultiviert, in Afrika und Asien ist die Art verbreitet kultiviert.
Die Erstbeschreibung als Agave foetida durch Carl von Linné in Species Plantarum wurde 1753 veröffentlicht. Adrian Hardy Haworth stellte die Art 1812 in die Gattung Furcraea. Furcraea foetida wird in der Gattung in die Sektion Furcraea eingeordnet.
Synonyme sind Furcraea gigantea var. medio-picta Trel. (ohne Jahr), Agave foetida Aublet (1775, nom. illeg. ICBN-Artikel 53.1),
Agave foetida Lam. (1784, nom. illeg. ICBN-Artikel 53.1), Furcraea gigantea Vent. (1793), Agave gigantea (Vent.) D.Dietr. (1840, nom. illeg. ICBN-Artikel 53.1), Funium piliferum Willem. (1796), Furcraea madagascariensis (Haw.) Salm-Dyck (1819), Agave commelynii Salm-Dyck (1834), Furcraea commelynii (Salm-Dyck) Kunth (1850)
Furcraea gigantea var. willemetiana M.Roem. (1847), Furcraea tuberosa Hassk. (1856, nom. illeg. ICBN-Artikel 53.1), Furcraea tuberosa Hort. Belg. (1860, nom. illeg. ICBN-Artikel 53.1), Furcraea barrillettii Jacobi (1869), Furcraea viridis Hemsl. (1885), Furcraea watsoniana Hort. Sander (1885), Furcraea gigantea var. watsoniana (Hort. Sander) Drumm. (1907) und Furcraea variegata hort. ex Trel. (1915).

## Nachweise